# Khéphren Thuram
Khéphren Thuram-Ulien (Régio da Emília, 26 de Março de 2001) é um futebolista francês que atua como meio-campista. Atualmente é jogador da Juventus e da Seleção Francesa de Futebol.

## Carreira

### Monaco
Thuram foi da base do Monaco até 2018, quando assinou um contrato profissional com o clube. Ele fez sua estreia profissional pelo Monaco em uma derrota por 2-0 na Liga dos Campeões da UEFA para o Atlético de Madrid em 28 de novembro de 2018, aos 17 anos; ele foi um substituto de Alexandr Golovin aos 63 minutos.

### Nice
Em 26 de junho de 2019, Thuram se juntou ao rival do Derby de la Côte d'Azur, Nice, no término de seu contrato com o Monaco em 1º de julho. Seu contrato com o Nice foi seu primeiro contrato profissional. Ele fez sua estreia em 17 de agosto em uma vitória por 2-1 contra o Nîmes, substituindo Ignatius Ganago nos últimos sete minutos. Em 3 de outubro de 2020, ele marcou seu primeiro gol profissional na vitória em casa pelo mesmo placar do jogo do Nîmes contra o Nantes.
Em setembro de 2021, Thuram estendeu seu contrato que expiraria em julho de 2022, por um período não revelado. Em 7 de maio, ele jogou na final da Copa da França de 2022, que seu time perdeu por 1-0 para o Nantes. Ele marcou quatro gols e deu três assistências na Ligue 1 de 2021-22, quando o Nice ficou em quinto lugar e se classificou para a Liga Conferência da UEFA; ele foi então vinculado ao seguinte técnico Christophe Galtier para o Paris Saint-Germain.
Thuram foi selecionado para o Time da Temporada em 2022–23, o único jogador de fora dos três primeiros clubes a entrar na lista. Um de seus dois gols naquela temporada veio na vitória por 3-0 no clássico contra seu antigo clube, o Monaco.

### Juventus
Em 10 de julho de 2024, Thuram assinou com o clube da Série A Juventus em um contrato de cinco anos no valor de €20 milhões.
No dia 29 de Dezembro de 2024, Thuram marcou os dois gols da Juventus na partida contra a Fiorentina, que ficou empatada em 2-2. Ele virou o terceiro membro da família Thuram a marcar na Liga Italiana.

## Carreira internacional
Em março de 2023, ele recebeu sua primeira convocação para a seleção principal da França para as partidas de qualificação para a Eurocopa 2024 da UEFA contra a Holanda e a Irlanda. Ele fez sua estreia internacional, saindo do banco aos 89 minutos para substituir Adrien Rabiot, em uma vitória por 4-0 sobre a Holanda. Mais tarde naquele ano, em novembro, ele foi convocado para a seleção nacional, após uma lesão de Eduardo Camavinga durante a mesma qualificação para a Euro 2024.
O técnico Thierry Henry escolheu Thuram para o evento de futebol nas Olimpíadas de Verão de 2024 em casa. No entanto, ele não foi autorizado a participar por seu novo clube, a Juventus.

## Vida Pessoal
Thuram é filho do ex-jogador da seleção francesa Lilian Thuram e é o irmão mais novo de Marcus Thuram, também jogador. Khéphren nasceu em Régio da Emília pois seu pai jogava no Parma na época que nasceu.